# Charles Guillain
Pour les articles homonymes, voir Guillain.
Charles Guillain est un explorateur français. Né à Lorient le 19 mai 1808, il y est mort le 17 février 1875.

## Biographie
Son père était commis aux vivres de la marine. Il fait ses études au collège de la Marine d'Angoulême (1822) et dès 1825, embarque pour une mission hydrographique au Proche-Orient. Aspirant (1826), il participe à la bataille de Navarin (1827). Enseigne (1828), il voyage à Terre-Neuve puis sert à Alger et dans la station du Brésil et de La Plata (1831-1833).
Lieutenant de vaisseau (1835), second de La Prévoyante au Sénégal et à La Réunion, il devient commandant de ce navire et passe trois ans dans l'Océan Indien (1836-1839). En 1840, il fait une campagne en mer Rouge et à Madagascar puis est nommé capitaine de corvette (1842).
En 1846, il est chargé de relever les côtes de l'Afrique du Sud et commande le Du Couëdic. Il pénètre alors dans les terres pour étudier les peuples Swahili et Somali et analyser la géographie physique. Pour la première fois dans un voyage scientifique, la photographie est alors utilisée.
Capitaine de frégate (1848) puis de vaisseau (1850), il sert en 1854 dans la Baltique.
De 1856 à 1861, il commande la division des équipages de ligne à Lorient et, en 1858, est membre de la Commission d'études sur l'immigration aux colonies.
Auteur en 1861 d'un mémoire intitulé Essai de colonisation pénale à la Nouvelle-Calédonie, il est nommé Gouverneur de la Nouvelle-Calédonie, où il arrive le 1er juin 1862 et y reste jusqu'au 12 mars 1870. En 1869, Antoine-Léonce Michaux est nommé commissaire général à ses côtés.
Saint-simonien, il met en place le système de la transportation pénale, organise la justice, voulant réhabiliter le bagnard de Nouvelle-Calédonie par le travail et lui donner une seconde vie après sa peine en lui offrant des concessions de terre comme aux colons. 
Il met en place le travail indigène en 1862, les ateliers de travailleurs indigènes, l'école indigène le 10 mars 1863.
Il crée en 1864 une société agricole basée sur ses idées saint-simoniennes à Yaté, nommant à sa direction Narcisse-Anténor Leloup (1823-1869). La ferme-modèle antérieure de Yahoué, à 10 km de Port-de-France, s'inspire de la ferme exemplaire (1822) de Roville de Mathieu de Dombasle.
Il commence les travaux d'urbanisme de Nouméa. En 1862 et 1868, il fait réprimer les soulèvements des régions de Wagap, Pouébo et Bourail, en compagnie d'Eugène Bourgey (1838-1899), qui cartographie le quadrilatère Gatope-Koné-Houagap-Hienghène.
En 1868, il est nommé contre-amiral. Il est enterré à Lorient au cimetière de Carnel.

## Œuvres
- Exposé critique des diverses notions acquises sur l'Afrique orientale, depuis les temps les plus reculés jusqu'à nos jours, 1856
- Documents sur l'histoire, la géographie et le commerce de l'Afrique orientale, 1856-1857
- Relation du voyage d'exploration à la côte orientale d'Afrique exécuté pendant les années 1846, 1847 et 1848 par le brick Du Couëdic , 1857
- Zanzibar et ses habitants, 1857